# داوني (كاليفورنيا)
داوني (بالإنجليزية: Downey )‏ هي إحدى مدن مقاطعة لوس أنجليس، كاليفورنيا. تم إعطاءها لقب مدينة في 17 ديسمبر، 1956.

## التركيبة السكانية
حدّد مكتب تعداد الولايات المتحدة بيانات التركيبة السكانية لداوني في تعداد الولايات المتحدة. في ما يلي، التركيبة السكانية حسب تعدادي 2000 و2010.

### تعداد عام 2000
بلغ عدد سكان داوني 107,323 نسمة بحسب تعداد عام 2000، وبلغ عدد الأسر 33,989 أسرة وعدد العائلات 25,997 عائلة مقيمة في المدينة. في حين سجلت الكثافة السكانية 3,297.2 نسمة لكل كيلومتر مربع (8,539.7/ميل2). وبلغ عدد الوحدات السكنية 34,759 وحدة بمتوسط كثافة قدره 1,067.9 لكل كيلومتر مربع (2,765.8/ميل2).
وتوزع التركيب العرقي للمدينة بنسبة 53.48% من البيض و3.75% من الأمريكيين الأفارقة و0.87% من الأمريكيين الأصليين و7.74% من الأمريكيين ذوي الأصول الآسيوية و0.22% من سكان جزر المحيط الهادئ و29.05% من الأعراق الأخرى و4.89% من عرقين مختلطين أو أكثر و57.85% من الهسبانيون أو اللاتينيون من أي عرق.
بلغ عدد الأسر 33,989 أسرة كانت نسبة 46.3% منها لديها أطفال تحت سن الثامنة عشر تعيش معهم، وبلغت نسبة الأزواج القاطنين مع بعضهم البعض 54.1% من أصل المجموع الكلي للأسر، ونسبة 15.8% من الأسر كان لديها معيلات من الإناث دون وجود شريك، بينما كانت نسبة 6.6% من الأسر لديها معيلون من الذكور دون وجود شريكة وكانت نسبة 23.5% من غير العائلات. تألفت نسبة 19.1% من أصل جميع الأسر من عدة أفراد يعيشون في نفس المنزل ونسبة 8.1% كانت تتألف من شخص يعيش بمفرده يبلغ من العمر 65 عاماً أو أكثر. وبلغ متوسط حجم الأسرة المعيشية 3.11، أما متوسط حجم العائلات فبلغ 3.55.
بلغ العمر الوسطي للسكان 31.6 عاماً. وكانت نسبة 28.7% من القاطنين تحت سن الثامنة عشر، وكانت نسبة 9.8% بين الثامنة عشر والرابعة والعشرين عاماً، ونسبة 31% كانت واقعةً في الفئة العمرية ما بين الخامسة والعشرين والرابعة والأربعين عاماً، ونسبة 18.5% كانت ما بين الخامسة والأربعين والرابعة والستين، ونسبة 10.4% كانت ضمن فئة الخامسة والستين عاماً فما فوق. يوجد لكل 100 أنثى 94.0 ذكر، ويوجد لكل 100 أنثى في الثامنة عشر من عمرها فما فوق 89.9 ذكر.
بلغ متوسط دخل الأسرة في المدينة 45,667 دولارًا، أما متوسط دخل العائلة فبلغ 50,017 دولارًا. وكان متوسط دخل الذكور 35,991 دولارًا مقابل 28,768 دولارًا للإناث. وسجل دخل الفرد الخاص بالمدينة 18,197 دولارًا. وكانت نسبة 9.3% من العائلات ونسبة 11.1% من السكان تحت خط الفقر، وكان من هؤلاء نسبة 14.7% تحت سن الثامنة عشر ونسبة 7.6% في الخامسة والستين من العمر وما فوق.

### تعداد عام 2010
بلغ عدد سكان داوني 111,772 نسمة بحسب تعداد عام 2010، وبلغ عدد الأسر 33,936 أسرة وعدد العائلات 26,490 عائلة مقيمة في المدينة. في حين سجلت الكثافة السكانية 3,433.9 نسمة لكل كيلومتر مربع (8,893.8/ميل2). وبلغ عدد الوحدات السكنية 35,601 وحدة بمتوسط كثافة قدره 1,093.7 لكل كيلومتر مربع (2,832.7/ميل2).
وتوزع التركيب العرقي للمدينة بنسبة 56.59% من البيض و3.87% من الأمريكيين الأفارقة و0.73% من الأمريكيين الأصليين و6.98% من الأمريكيين ذوي الأصول الآسيوية و0.20% من سكان جزر المحيط الهادئ و27.55% من الأعراق الأخرى و4.07% من عرقين مختلطين أو أكثر و70.68% من الهسبانيون أو اللاتينيون من أي عرق.
بلغ عدد الأسر 33,936 أسرة كانت نسبة 46.3% منها لديها أطفال تحت سن الثامنة عشر تعيش معهم، وبلغت نسبة الأزواج القاطنين مع بعضهم البعض 51.3% من أصل المجموع الكلي للأسر، ونسبة 18.5% من الأسر كان لديها معيلات من الإناث دون وجود شريك، بينما كانت نسبة 8.2% من الأسر لديها معيلون من الذكور دون وجود شريكة وكانت نسبة 21.9% من غير العائلات. تألفت نسبة 16.9% من أصل جميع الأسر من عدة أفراد يعيشون في نفس المنزل ونسبة 6.5% كانت تتألف من شخص يعيش بمفرده يبلغ من العمر 65 عاماً أو أكثر. وبلغ متوسط حجم الأسرة المعيشية 3.27، أما متوسط حجم العائلات فبلغ 3.68.
بلغ العمر الوسطي للسكان 33.3 عاماً. وكانت نسبة 26.8% من القاطنين تحت سن الثامنة عشر، وكانت نسبة 10.8% بين الثامنة عشر والرابعة والعشرين عاماً، ونسبة 29.6% كانت واقعةً في الفئة العمرية ما بين الخامسة والعشرين والرابعة والأربعين عاماً، ونسبة 22.4% كانت ما بين الخامسة والأربعين والرابعة والستين، ونسبة 10.4% كانت ضمن فئة الخامسة والستين عاماً فما فوق. وتوزع التركيب الجنسي للسكان بنسبة 48.5% ذكور و51.5% إناث.

## توأمة
لداوني (كاليفورنيا) اتفاقيات توأمة مع كل من:
- ألاخويلا
- غوادالاخارا

## أعلام
- خايمي فيلدز
- إيمي تيغاردن
- لو فيليبو
- دان هندرسون
- آلانا أوباش
- برايس تايلور
- ويرد أل يانكوفيك
- جيمس هيتفيلد
- كيفيه براسيل